# Luke Walton
Luke Theodore Walton (San Diego, California; 28 de marzo de 1980) es un exjugador y entrenador de baloncesto estadounidense que disputó 10 temporadas en la NBA y que actualmente es asistente técnico en Detroit Pistons. Con 2,03 metros de altura, jugaba en la posición de alero.
Es hijo del que fuera también jugador profesional y miembro del Basketball Hall of Fame, Bill Walton.

## Trayectoria deportiva

### Universidad
Walton jugó durante cuatro temporadas en los Wildcats de la Universidad de Arizona. Su mejor temporada fue la tercera, como júnior, que consiguió unas estadísticas de 15,7 puntos, 7,3 rebotes, 6,3 asistencias y 1,6 robos de balón. se graduó en 2002.

### Profesional

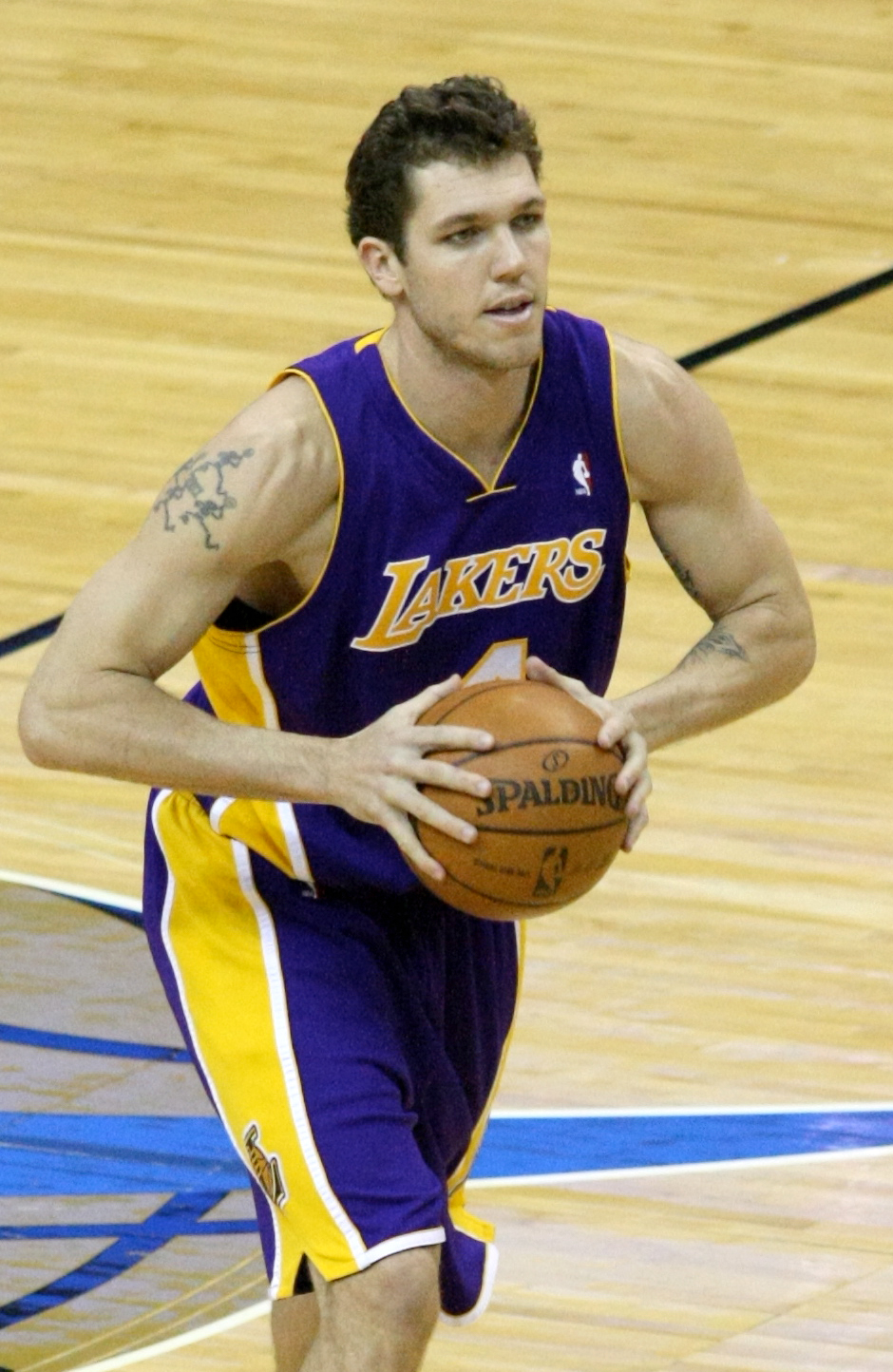
Walton con Los Angeles Lakers en 2008.

Fue elegido en el Draft de la NBA de 2003, en el puesto 32 de la segunda ronda, por Los Angeles Lakers. Durante sus tres primeras temporadas, con anterioridad a esto, participó sin suerte en varias ligas de verano de la NBA sin llegar a ser seleccionado por ningún equipo, apenas ha dispuesto de minutos para demostrar su valía. Está considerado como un jugador de un enorme potencial de recursos técnicos, polivalente y ágil, y por fin en la temporada 2006-07 consiguió disponer de minutos y promediar 11,6 puntos, 4,8 rebotes y 4,3 asistencias.
En la temporada 2007/08 ganó con su equipo las finales de conferencia frente a San Antonio, aunque perdieron las finales frente a los Celtics de Boston.
En la 2008/09, con la salida del equipo de Radmanovic, recuperó la titularidad, sumó más minutos y colaboró en lograr el decimosexto campeonato para la franquicia de California. Sin embargo a partir de la temporada siguiente su papel en el equipo ha sido cada vez más marginal y prácticamente no disfruta de oportunidades en las rotaciones del equipo angelino.
Durante su novena temporada en Los Ángeles, el 15 de marzo de 2012 fue traspasado a Cleveland Cavaliers junto con Jason Kapono y una primera ronda del draft a cambio de Ramon Sessions y Christian Eyenga.

### Entrenador
Su primer contacto como entrenador se produjo en 2011, durante el periodo del lockout de la temporada NBA, cuando firmó con los Memphis Tigers de la Universidad de Memphis, como entrenador asistente. Al término de la huelga, volvió como jugador a los Lakers.
En otoño de 2013 y debido a la imposibilidad de firmar por ningún equipo de la liga, acepta la oferta de Los Angeles D-Fenders y se convierte en entrenador asistente de la franquicia, equipo filial de Los Angeles Lakers en la liga de desarrollo.
En julio de 2014 fue contratado como entrenador asistente de los Golden State Warriors. Los Warriors ganaron las Finales de la NBA de 2015 después de vencer a los Cleveland Cavaliers en seis partidos.
El 1 de octubre de 2015 fue asignado como entrenador interino de los Warriors mientras que Steve Kerr se recupera de unos problemas de espalda que tuvo en el verano.
Luke hizo su debut como primer entrenador de los Warriors, el 27 de octubre de 2015, en el juego inicial de la temporada 2015-16 en una victoria ante New Orleans Pelicans. Tres juegos más tarde, estuvo presente en la tercera victoria con más diferencia de puntos en la historia, contra los Memphis Grizzlies (119-69).
Fue nombrado Entrenador del Mes, de la conferencia Oeste en octubre, por liderar a los Warriors a un récord de 19-0, el cual terminaría contra los Bucks en su 25.º partido. Luke terminó con un récord de 39-4. Volvió al puesto de interino tras la vuelta de Steve Kerr al banquillo. Los Warriors terminaron con un récord histórico de la NBA con 73 victorias.
El 29 de abril de 2016, firma como entrenador principal con Los Angeles Lakers, sustituyendo a Byron Scott.
El 12 de abril de 2019 los Lakers y Luke Walton deciden que Luke no seguirá siendo entrenador del equipo, tras un récord de 98–148 y tres temporadas sin playoffs.
Un día después, los Sacramento Kings incorporan a Luke como entrenador principal.
El 21 de noviembre de 2021, es despedido como entrenador de los Kings, tras un récord de 68–93 (42,2%).
El 31 de mayo de 2022, se une a los Cleveland Cavaliers, como técnico asistente de J. B. Bickerstaff.
En julio de 2024, se mueve a los Detroit Pistons, para seguir como técnico asistente de J. B. Bickerstaff.

## Estadísticas de su carrera en la NBA

### Temporada regular
|  | Denota temporada en la que fue Campeón de la NBA |

| Año     | Equipo      | PJ  | PT  | MPP  | %TC  | %3P  | %TL  | RPP | APP | ROB | TPP | PPP  |
| ------- | ----------- | --- | --- | ---- | ---- | ---- | ---- | --- | --- | --- | --- | ---- |
| 2003-04 | L.A. Lakers | 72  | 2   | 10.1 | .425 | .333 | .705 | 1.8 | 1.6 | .4  | .1  | 2.4  |
| 2004-05 | L.A. Lakers | 61  | 5   | 12.6 | .411 | .262 | .708 | 2.3 | 1.5 | .4  | .2  | 3.2  |
| 2005-06 | L.A. Lakers | 69  | 6   | 19.3 | .412 | .327 | .750 | 3.6 | 2.3 | .6  | .2  | 5.0  |
| 2006-07 | L.A. Lakers | 60  | 60  | 33.0 | .474 | .387 | .745 | 5.0 | 4.3 | 1.0 | .3  | 11.4 |
| 2007-08 | L.A. Lakers | 74  | 31  | 23.4 | .450 | .333 | .706 | 3.9 | 2.9 | .8  | .2  | 7.2  |
| 2008-09 | L.A. Lakers | 65  | 34  | 17.9 | .436 | .298 | .719 | 2.8 | 2.7 | .5  | .2  | 5.0  |
| 2009-10 | L.A. Lakers | 29  | 0   | 9.4  | .357 | .412 | .500 | 1.3 | 1.4 | .3  | .0  | 2.4  |
| 2010-11 | L.A. Lakers | 54  | 0   | 9.0  | .328 | .235 | .700 | 1.2 | 1.1 | .2  | .1  | 1.7  |
| 2011-12 | L.A. Lakers | 9   | 0   | 7.2  | .429 | .000 | .000 | 1.6 | .6  | .2  | .0  | 1.3  |
| 2011-12 | Cleveland   | 21  | 0   | 14.2 | .353 | .438 | .000 | 1.7 | 1.4 | .1  | .0  | 2.0  |
| 2012-13 | Cleveland   | 50  | 0   | 17.1 | .392 | .299 | .500 | 2.9 | 3.3 | .8  | .3  | 3.4  |
| Total   | Total       | 564 | 138 | 17.2 | .429 | .326 | .715 | 2.8 | 2.3 | .6  | .2  | 4.7  |

### Playoffs
| Año   | Equipo      | PJ | PT | MPP  | %TC  | %3P  | %TL   | RPP | APP | ROB | TPP | PPP  |
| ----- | ----------- | -- | -- | ---- | ---- | ---- | ----- | --- | --- | --- | --- | ---- |
| 2004  | L.A. Lakers | 17 | 0  | 7.9  | .345 | .385 | .700  | 1.3 | 1.5 | .4  | .1  | 1.9  |
| 2006  | L.A. Lakers | 7  | 7  | 33.6 | .458 | .364 | 1.000 | 6.4 | 1.7 | 1.0 | .1  | 12.1 |
| 2007  | L.A. Lakers | 5  | 5  | 25.6 | .389 | .417 | .750  | 4.2 | 2.6 | 1.4 | .2  | 7.2  |
| 2008  | L.A. Lakers | 21 | 0  | 15.8 | .427 | .313 | .611  | 2.5 | 2.1 | .7  | .1  | 3.8  |
| 2009  | L.A. Lakers | 21 | 0  | 16.8 | .454 | .423 | .722  | 2.6 | 2.0 | .5  | .2  | 6.0  |
| 2010  | L.A. Lakers | 16 | 0  | 6.0  | .304 | .222 | .500  | .5  | .9  | .1  | .1  | 1.1  |
| 2011  | L.A. Lakers | 1  | 0  | 4.0  | .000 | .000 | .000  | 1.0 | 0   | 0   | 0   | 0    |
| Total | Total       | 88 | 12 | 14.6 | .420 | .360 | .701  | 2.3 | 1.7 | .5  | .2  | 4.3  |

## Vida personal
Es hijo de Susie y Bill Walton.
En el brazo derecho luce un tatuaje, "the dancing skeletons", como tributo a la banda californiana, The Grateful Dead.
Luke y su padre, Bill, son una de las cinco parejas padre e hijo en ser campeones de la NBA junto con los Barry (Rick y Brent), los Thompson (Mychal y Klay), los Guokas (Mat Sr. y Matt Jr.), y los Payton (Gary y Gary II).